# Ulrich Hintzen
Ulrich Hintzen (* 2. September 1957) ist ein ehemaliger deutscher Fußballspieler.

## Karriere
Hintzen spielte bis 1978 beim MSV Duisburg. Für den MSV absolvierte er sechs Spiele in der Bundesliga. Sein Debüt gab er am 25. November 1977 beim 5:0-Erfolg gegen den 1. FC Saarbrücken als er von Trainer Carl-Heinz Rühl, der Ex-Spieler des 1. FC Köln und des MSV Duisburg hatte am 19. November Vorgänger Otto Knefler abgelöst, in der 80. Spielminute für Theo Bücker eingewechselt wurde. Der MSV belegte am Rundenende den sechsten Rang und Hintzen hatte sich nicht neben Stammspielern wie Bernard Dietz, Michael Bella, Kees Bregman, Herbert Büssers, Ditmar Jakobs und Kurt Jara etablieren können.
Hintzen wechselte zur Spielzeit 1978/79 in die 2. Bundesliga zu Preußen Münster. Mit den Preußen belegte er in der Nordstaffel nach zehn Einsätzen in seinem ersten Jahr den dritten Platz in der Abschlusstabelle; damit wurde das Relegationsspiel um den Aufstieg knapp verpasst. In der neuen Spielrunde 1979/80 wurde Hintzen, neben Werner Fuchs und Friedhelm Schütte zum Dauerbrenner im Team, indem sie alle 36 Saisonspiele absolvierten. Mit Platz 10. in der Abschlusstabelle konnte Preußen nicht an den Erfolg aus dem Vorjahr anknüpfen. Hintzen wechselte im letzten Jahr der zweigleisigen 2. Bundesliga, 1980/81, in die Südstaffel zum FC 08 Homburg, wo er sechs Spiele bestritt. Homburg konnte sich mit dem 11. Platz nicht für die neue Saison für die eingleisige 2. Bundesliga qualifizieren und startete somit in der Oberliga. Die Homburger Leistungsträger Manfred Lenz, Kurt Knoll, Bernd Beck und Herbert Demange konnten nicht die Probleme im Trainerbereich völlig kompensieren, wo mit Harald Braner, Siegfried Melzig und am Ende mit dem Gespann Heinz Nitze/Albert Müller, sich gleich drei Übungsleiter verschlissen.
In der Saison 1981/82 gewann Hintzen mit Homburg die Meisterschaft, schaffte den Aufstieg in die 2. Bundesliga aber nicht. Anschließend spielte er bis 1987 bei Schwarz-Weiß Essen in der Fußball-Oberliga Nordrhein.